# Daniel Ortega
José Daniel Ortega Saavedra (La Libertad, 11 novembre 1945) è un politico, guerrigliero e militare nicaraguense.
È l'attuale presidente della Repubblica del Nicaragua, dopo esserlo già stato dal 10 gennaio 1985 al 25 aprile 1990, durante la rivoluzione sandinista; è entrato in carica il 10 gennaio 2007. Dirigente del Fronte Sandinista di Liberazione Nazionale, è stato deputato all'Assemblea nazionale del Nicaragua.

## Biografia

### Gli inizi della carriera
Sposato con la poetessa Rosario Murillo, figlia di proprietari di piantagioni di cotone e dalla quale ha avuto sette figli, Daniel Ortega iniziò a occuparsi di politica durante gli studi compiuti al collegio dei Gesuiti di Managua, dove fu formata l'intera generazione antisomozista. Quando il padre Daniel Senior e la madre Lidia furono incarcerati dal dittatore Anastasio Somoza Debayle per attività sovversive e il fratello minore Camilo morì durante un combattimento armato, Ortega iniziò l'impegno rivoluzionario, nel primo anno all'università cattolica centramericana, dove fondò e diresse una cellula guerrigliera contro il governo dell'epoca.
Entrato in clandestinità, nel 1962 divenne dirigente del Fronte Sandinista di Liberazione Nazionale (Frente Sandinista de Liberación Nacional) e comandante della guerriglia urbana del Fronte. Nel 1966 venne inviato a Cuba per sei mesi per un corso di guerriglia. Nel 1967, dopo aver partecipato all'uccisione del sergente della Guardia Nazionale Gonzalo Lacayo, noto torturatore di guerriglieri, venne incarcerato e condannato a trenta anni di detenzione per un tentativo di rapina in banca compiuto per finanziare la rivoluzione. In carcere scrisse la poesia titolata Non ho mai visto Managua in minigonna per sottolineare la perdita dell'adolescenza dietro le sbarre. La prigionia si concluse però nel 1974 in seguito allo scambio con 24 diplomatici nicaraguensi che i Sandinisti avevano preso in ostaggio nel Natale del 1973 in casa del ministro dell'Agricoltura a Managua. Fuggì a Cuba dove partecipò per un anno a un altro corso di guerriglia.

### Il primo governo sandinista
Nel luglio 1979 Ortega animò la guerriglia rivoluzionaria d'ispirazione marxista che sconfisse Somoza, diventando una delle cinque persone della giunta, assieme allo scrittore Sergio Ramírez Mercado, l'uomo d'affari Alfonso Robelo Callejas, Violeta Barrios de Chamorro e Moisses Hassan e assumendo in seguito il ruolo di coordinatore della giunta.
Il governo di Daniel Ortega si ispirava a Fidel Castro pur mantenendo buoni rapporti con la Chiesa Cattolica locale (tanto da giurare davanti al vescovo di Managua), ma i suoi sforzi nella ricostruzione sociale ed economica furono minati dal profondo deficit lasciato da Somoza e dall'embargo imposto dagli Stati Uniti, i quali temevano che un altro governo comunista si affermasse in America centrale, e dalla guerriglia dei Contras, armata e appoggiata dalla CIA. In seguito all'embargo statunitense Ortega si avvicinò all'URSS di Leonid Il'ič Brežnev e di Jurij Andropov perdendo così l'appoggio del Vaticano e di papa Giovanni Paolo II.
Il governo sandinista sta progettando una "crociata nazionale per l'alfabetizzazione" che sarà senza dubbio il suo più grande successo. Ispirandosi ai programmi sviluppati a Cuba dopo la rivoluzione, migliaia di pattuglie di alfabetizzazione vengono inviate in tutto il Paese con notevoli risorse governative. Mentre il Paese è precipitato nella guerra civile, il bilancio destinato all'istruzione è più che triplicato e il tasso di alfabetizzazione è aumentato dal 50% all'87% durante gli anni ottanta. L'UNESCO assegna il Premio Nadezhda K. Krupskaya al Nicaragua in riconoscimento di questi sforzi.
La FSLN si concentra anche sul miglioramento del sistema sanitario nicaraguense, in particolare attraverso campagne di vaccinazione e la costruzione di ospedali pubblici, che riduce la mortalità infantile della metà, portandola al 40 per mille. Nell'ambito della riforma agraria, le proprietà della famiglia Somoza e di alcuni dirigenti del regime caduto vengono ridistribuite agli agricoltori o convertite in aziende agricole statali. Tuttavia, la portata della riforma rimane limitata in quanto riguardava solo i più noti proprietari somozisti e non l'intera struttura agraria.

### Primo mandato come Presidente del Nicaragua
Il 4 novembre 1984 il suo partito vinse le elezioni presidenziali (67% dei voti favorevoli) legittimandolo al potere dopo 25 anni di lotta, insieme al fratello Humberto che divenne Ministro della Difesa. Il voto venne contestato dagli Stati Uniti, ma approvato dall'Associazione professionale di studiosi latino-americani (LASA).
Nel corso del mandato Ortega venne più volte in visita in Italia, incontrando il Papa rilasciando un'intervista a Giovanni Minoli per la trasmissione televisiva Mixer e incontrando vari politici italiani, tra cui il presidente del consiglio Bettino Craxi per discutere dell'estradizione di militanti delle Brigate Rosse e altri gruppi rivoluzionari fuggiti in Nicaragua. Uno di loro, Manlio Grillo (poi condannato con sentenza passata in giudicato per le vicende relative al rogo di Primavalle) fu insegnante di tutti i figli del presidente e diversi altri trovarono modo di iniziare nel Paese centroamericano una nuova vita lavorativa.
Il governo presieduto da Ortega (che si guadagnò anche la prima pagina della rivista Time), varò nel luglio del 1981 la prima riforma agraria del Paese; il 9 gennaio 1987 promulgò la prima costituzione nicaraguense e nello stesso anno istituì una commissione di pace per la riconciliazione nazionale. Ma non esitò a prendere decisioni discutibili, arrivando anche a sospendere i diritti civili pur di contrastare le minacce di insurrezione interna nel Paese che gli valsero la fama di duro alle trattative di pace.
Il 25 febbraio 1990, dopo una massiccia amnistia concessa ai detenuti politici (principalmente Contras e Guardie di Somoza), nuove elezioni videro la disfatta del FSLN e la vittoria della ex alleata Violeta Barrios de Chamorro, fondatrice dell'alleanza di 14 partiti UNO (Unión Nacional Opositora), finanziata e appoggiata dall'amministrazione di George Bush Sr. Si concludeva così la prima esperienza al governo di Daniel Ortega, che veniva comunque eletto deputato del nuovo Congresso.

### Gli anni all'opposizione
Daniel Ortega si presentò alle successive elezioni indette nell'ottobre del 1996, dove fu sconfitto dall'Alleanza Nazionale guidata dall'ex sindaco conservatore di Managua e leader dei cafetaleros, Arnoldo Alemán, con il 48% per cento dei suffragi contro il 39% per cento attribuiti al Sandinista. Furono scoperti brogli che non portarono però a un ribaltamento del risultato.
L'alleanza con gruppi moderati, se non dichiaratamente conservatori, e alcune critiche sull'improvviso arricchimento di alcuni dei suoi maggiori esponenti, unite alla perdita del supporto della Chiesa locale (il vescovo Miguel Obando Y Bravo arrivò a definirlo "una vipera" davanti a migliaia di persone), furono i motivi alla base dell'insuccesso elettorale.
In questo periodo Ortega dovette anche difendersi dalle accuse di abusi sessuali denunciate dalla figliastra Zoilamérica, una delle due figlie avuta dalla moglie Rosario Murillo da un precedente matrimonio e che il politico aveva adottato, avvenute secondo l'accusa fin dall'età di 11 anni. Il processo non si svolse per l'immunità parlamentare invocata dall'imputato.
Nel novembre del 2001 Ortega fu nuovamente sconfitto alle elezioni presidenziali dal candidato della destra e presidente degli industriali Enrique Bolaños, che l'ex guerrigliero aveva fatto espropriare nel periodo di governo Sandinista. Anche in questo caso alcune scelte personali (la conversione religiosa al cattolicesimo e la nomina a deputato a vita per evitare il processo con la figliastra, unite a spregiudicate alleanze neoliberiste) furono alla base della sconfitta.

### Presidente del Nicaragua dal 2007

#### Secondo mandato

##### Elezioni presidenziali del 2006
Il 5 novembre 2006 Ortega, sempre appoggiato dal Fronte, vinse con il 38% dei voti le elezioni presidenziali contro il candidato liberale (ALN, Alianza Liberal Nicaragüense) e filostatunitense Eduardo Montealegre.

##### Politica interna
Dall'inizio della sua seconda presidenza, sono state introdotte varie misure per combattere la fame e migliorare l'accesso all'assistenza sanitaria, all'istruzione, al credito e alla sicurezza sociale. Inoltre, sono state attuate altre riforme, tra cui un rafforzamento dei diritti dei lavoratori, l'introduzione di prestiti a tasso agevolato e la formazione per le micro-imprenditrici femminili nelle zone rurali e la distribuzione di sussidi ai trasporti, borse di studio, medicina, titoli di terra e materiali abitativi in tutta la popolazione. Complessivamente, queste politiche hanno contribuito a ridurre gli alti livelli di povertà e disuguaglianza in Nicaragua. Ortega mise la prima donna, Rosario Murillo, a capo dei Consigli dei poteri cittadini, progettati per attuare le sue politiche sociali contro la povertà.
Nel giugno 2008 la Corte suprema del Nicaragua ha squalificato la MRS e il partito conservatore dalla partecipazione alle elezioni municipali. Nel novembre 2008, il Consiglio supremo elettorale ha ricevuto critiche nazionali e internazionali a seguito di irregolarità nelle elezioni municipali, ma ha accettato di rivedere i risultati solo per Managua, mentre l'opposizione ha richiesto una revisione a livello nazionale. Per la prima volta dal 1990, il Consiglio ha deciso di non consentire agli osservatori nazionali o internazionali di assistere alle elezioni.
Con la recessione della fine degli anni 2000, Ortega nel 2011 ha caratterizzato il capitalismo come "l'agonia" e ha rappresentato l'ALBA come il progetto più avanzato, più cristiano e più equo. Ha anche detto che Dio stava punendo gli Stati Uniti d'America con la crisi finanziaria per aver cercato di imporre i suoi principi economici ai paesi poveri, affermando: "È incredibile che nel paese più potente del mondo, che spende miliardi di dollari in guerre brutali... le persone non hanno abbastanza soldi per stare nelle loro case".
Prima del Consiglio nazionale sandinista del settembre 2009, Lenin Cerna, segretario dell'organizzazione del partito, ha chiesto di diversificare le strategie politiche del partito dichiarando che il futuro del FSLN dipendeva dall'implementazione di nuovi piani, "in modo che il partito possa avanzare attraverso nuove rotte e in nuovi modi, sempre sotto la guida di Ortega". Ortega ha acquisito il potere sulla selezione dei candidati, permettendogli di scegliere personalmente tutti candidati per cariche pubbliche.
Durante un'intervista con David Frost per il programma Frost Over The World nel marzo 2009, Ortega ha suggerito che gli piacerebbe cambiare la costituzione per consentirgli di correre di nuovo alla presidenza. Nella decisione giudiziaria 504, emessa il 19 ottobre 2009, la Corte suprema di giustizia del Nicaragua ha dichiarato inapplicabili parti degli articoli 147 e 178 della Costituzione del Nicaragua; queste disposizioni riguardavano l'eleggibilità dei candidati a presidente, vicepresidente, sindaco e vice-sindaco, una decisione che aveva l'effetto di consentire a Ortega di candidarsi per la rielezione nel 2011. Per questa decisione, i magistrati sandinisti hanno formato il quorum richiesto escludendo i magistrati dell'opposizione e sostituendoli con sostituti sandinisti, violando la costituzione nicaraguense. I partiti dell'opposizione, la chiesa e i gruppi per i diritti umani in Nicaragua hanno denunciato la decisione. Per tutto il 2010, le sentenze dei tribunali hanno conferito a Ortega un maggiore potere sulle nomine del servizio civile e giudiziario.
Mentre sosteneva i diritti all'aborto durante la sua presidenza degli anni 1980, Ortega da allora ha abbracciato la posizione di forte opposizione della Chiesa cattolica. Mentre gli aborti non di emergenza sono stati a lungo illegali in Nicaragua, recentemente anche gli aborti "nel caso in cui la gravidanza metta in pericolo la vita della madre", altrimenti noti come aborti terapeutici sono stati resi illegali nei giorni precedenti le elezioni del 2006, con in questi casi anche la prigione, una mossa sostenuta da Ortega. Lo stesso Ortega nega che la legislazione sull'aborto proibisca le procedure mediche necessarie per salvare la vita della donna se comportano la fine della gravidanza. Egli sostiene che le accuse che le leggi sull'aborto vietino le procedure mediche necessarie per salvare la vita della madre fanno parte di "una guerra dei media".
Nel 2010 WikiLeaks pubblicò dei file trasmessi dall'ambasciata americana a Managua (pubblicati successivamente dal quotidiano spagnolo El País) in cui si sosteneva un coinvolgimento del Presidente con narcotrafficanti. Tali affermazioni furono successivamente confermate da alcuni pentiti.

##### Politica estera
Poco dopo la sua inaugurazione, Ortega ha fatto una visita ufficiale in Iran e ha incontrato il presidente iraniano Mahmoud Ahmadinejad. Ortega ha dichiarato alla stampa che "le rivoluzioni di Iran e Nicaragua sono quasi rivoluzioni gemelle... poiché entrambe le rivoluzioni riguardano la giustizia, la libertà, l'autodeterminazione e la lotta contro l'imperialismo".
Il 6 marzo 2008, in seguito alla crisi diplomatica andina del 2008, Ortega annunciò che il Nicaragua stava rompendo i rapporti diplomatici con la Colombia "in solidarietà con il popolo ecuadoriano". Ortega ha anche affermato: "Non stiamo rompendo i rapporti con il popolo colombiano, stiamo rompendo i rapporti con la politica terroristica praticata dal governo di Álvaro Uribe". Le relazioni sono state ripristinate con la risoluzione in occasione di un summit del Gruppo Rio tenutosi a Santo Domingo in Repubblica Dominicana, il 7 marzo 2008. Al vertice il colombiano Álvaro Uribe, l'ecuadoriano Rafael Correa, il venezuelano Hugo Chávez e Ortega si sono stretti la mano. Le strette di mano, trasmesse in diretta in tutta l'America Latina, sembravano indicare che una settimana di mobilitazioni militari e ripercussioni diplomatiche era finita. Dopo le strette di mano, Ortega ha detto che ristabilirà i rapporti diplomatici con la Colombia e Uribe ha scherzato sulla situazione.
Il 25 maggio 2008, Ortega, dopo aver appreso della morte del leader della guerriglia delle FARC, Manuel Marulanda in Colombia, ha espresso le condoglianze alla famiglia di Marulanda e la solidarietà con le FARC e ha definito Marulanda un combattente straordinario che ha combattuto contro profonde disuguaglianze in Colombia. Le dichiarazioni sono state contestate dal governo colombiano e criticate nei maggiori mezzi di comunicazione colombiani.
Il 2 settembre 2008, durante le cerimonie per il 29º anniversario della fondazione dell'esercito del Nicaragua, Ortega ha annunciato che "il Nicaragua riconosce l'indipendenza dell'Ossezia del Sud e dell'Abcasia e sostiene pienamente la posizione del governo russo". La decisione di Ortega ha reso il Nicaragua il secondo Paese (dopo la Russia) a riconoscere l'indipendenza dell'Abcasia e dell'Ossezia del Sud dalla Georgia. Il giorno dopo che il Venezuela ha riconosciuto le due repubbliche, il Nicaragua ha stabilito relazioni diplomatiche con l'Abcasia, e lo ha seguito stabilendo legami diplomatici con l'Ossezia meridionale. Le ambasciate sono state messe in discussione, ma dal 2013 queste non si sono aperte.
Ortega ha minacciato di tagliare i legami con la Repubblica di Cina (Taiwan) al fine di ripristinare i rapporti con la Repubblica popolare cinese (come nel periodo dal 1985 al 1990). Nel 2007 Ortega ha dichiarato che il Nicaragua non ha accettato la politica di una sola Cina del governo della RPC e che il Nicaragua si è riservato il diritto di mantenere relazioni diplomatiche ufficiali con Taiwan e ha rassicurato il presidente Chen Shui Bian che il Nicaragua non avrebbe rotto i rapporti diplomatici con Taiwan. Ha spiegato che durante l'amministrazione Reagan gli Stati Uniti hanno imposto sanzioni al Nicaragua. Ma tagliare i legami con Taiwan è stata una decisione triste e dolorosa a causa dell'amicizia tra il Nicaragua e il popolo e il governo di Taiwan. Ortega ha incontrato il presidente di Taiwan Ma Ying-jeou nel 2009 ed entrambi hanno concordato di migliorare i legami diplomatici tra i due Paesi.
Nel settembre 2010, dopo che un rapporto degli Stati Uniti elencava il Nicaragua come un "importante" centro per il traffico di droga, con Costa Rica e Honduras, Ortega ha esortato il Congresso degli Stati Uniti e l'amministrazione Obama a stanziare più risorse per aiutare la lotta contro il traffico di droga.

#### Terzo mandato

##### Elezioni presidenziali del 2011
Ortega si conferma Presidente in occasione delle elezioni presidenziali del 2011 con il 62% battendo i liberali Fabio Gadea Mantilla e Arnoldo Alemán.
Durante l'elezione, il Consiglio supremo elettorale (CSE) ha bloccato gli osservatori elettorali nazionali e internazionali da più seggi elettorali. Secondo il Consiglio supremo elettorale, Ortega ha sconfitto Fabio Gadea, con il 63 per cento dei voti.

##### Politica interna
Durante il terzo mandato dà il suo sostegno alla controversa progettazione di un canale artificiale che, dividendo in due il Nicaragua, possa rivaleggiare con il canale di Panama per la navigazione commerciale nel mondo. A sovrintendere i lavori per la costruzione è la società Pro Nicaragua il cui presidente è Laureano Ortega Murillo, già tenore nel Teatro Nazionale di Managua, promotore del Festival Pucciniano di Managua e uno dei figli di Ortega. Il figlio maggiore Rafael e la moglie gestiscono l'impresa DNP distributrice nazionale di benzina e altri figli controllano alcuni gruppi editoriali del Paese.
A partire dal 2016, la famiglia di Ortega possiede tre dei nove canali televisivi gratuiti in Nicaragua e controlla un quarto (il canale pubblico 6). Quattro dei rimanenti cinque sono controllati dal magnate messicano Ángel González, e sono generalmente considerati in linea con il FSLN di Ortega. Non ci sono restrizioni governative sull'uso di Internet; l'amministrazione di Ortega ha tentato di ottenere il controllo completo sui media online nel 2015, ma non è riuscita a causa dell'opposizione da parte della società civile, dei partiti politici e delle organizzazioni private.
Il coinvolgimento di numerosi familiari nella gestione economica del Paese ha attirato sulla famiglia Ortega diverse critiche interne e internazionali.
Nel gennaio 2014 l'Assemblea nazionale, dominata dal FSLN, approvò gli emendamenti costituzionali che abolirono i limiti di durata della presidenza permettendo a un presidente di correre per un numero illimitato di mandati quinquennali. Le riforme costituzionali hanno inoltre conferito a Ortega il potere esclusivo di nominare comandanti militari e di polizia.
il tasso di povertà è sceso dal 42,5% al 30% tra il 2009 e il 2014.

##### Politica estera
Durante la guerra civile libica, Ortega è stato tra i pochissimi leader che hanno parlato apertamente in difesa di Muammar Gheddafi. Durante una conversazione telefonica tra i due, Ortega disse a Gheddafi che stava "conducendo una grande battaglia per difendere la sua nazione" e affermò che "è nei momenti difficili che la lealtà e la determinazione sono messe alla prova".
Ortega ha affermato che la vittoria di Assad nelle elezioni del 2014 è un passo importante per "raggiungere la pace in Siria e una chiara prova che il popolo siriano si fida del suo presidente come leader nazionale e sostiene le sue politiche che mirano a mantenere la sovranità e l'unità della Siria".

#### Quarto mandato

##### Elezioni presidenziali del 2016
Ortega vince anche le elezioni del 2016 con il 72% dei voti e un notevole astensionismo, insieme alla moglie Rosario Murillo, già presidente del gruppo economico Alba, suo vicepresidente.
La coalizione di opposizione aveva definito le elezioni una "farsa" e aveva chiesto il boicottaggio delle elezioni. Agli osservatori internazionali non è stato permesso di osservare il voto. Tuttavia, secondo la BBC, l'autocratico Ortega è stato il candidato più popolare di gran lunga, probabilmente a causa della stabile crescita economica del Nicaragua e della mancanza di violenza rispetto ai suoi vicini El Salvador e Honduras negli ultimi anni.

##### Politica interna
Nel 2016, Daniel Ortega non ha firmato l'accordo di Parigi perché riteneva che l'accordo non avesse fatto abbastanza per proteggere il clima, sebbene in seguito abbia cambiato idea. Inoltre, il Nicaragua ha respinto i progetti di estrazione mineraria del gruppo canadese B2 Gold che potrebbero rappresentare una minaccia per l'ambiente. Secondo le stime del governo, il Nicaragua è passato dal 25% delle energie rinnovabili al 52% tra il 2007 e il 2016.
A partire dal 18 aprile 2018, in seguito all'entrata in vigore di una riforma del sistema previdenziale, gli studenti organizzano nel paese numerose forme di protesta contro il governo presieduto da Ortega, nelle quali perdono la vita 63 persone. In seguito alle pressioni internazionali, il presidente accetta l'istituzione di una commissione d'inchiesta sui fatti avvenuti.

##### Politica estera
Nel 2016 il Nicaragua e Taiwan hanno firmato un accordo sui servizi aerei e Ortega ha dichiarato che l'accordo di libero scambio del Nicaragua con Taiwan ha giovato a entrambe le nazioni. Taiwan ha aumentato il suo investimento in Nicaragua. Nel 2017 Ortega ha riaffermato le relazioni diplomatiche del Nicaragua con Taiwan continuando la politica di collaborazione sia con la Cina sia con Taiwan.
Ortega ha partecipato alla cerimonia giurata di Nicolás Maduro per il suo secondo mandato il 10 gennaio 2019.
Nel 2017 ha scelto quale ministro degli esteri del suo esecutivo Denis Moncada.
Nel giugno 2018, Amnesty International e la Commissione interamericana per i diritti umani dell'Organizzazione degli Stati americani hanno riferito che Ortega si era impegnato in una violenta campagna di oppressione contro i manifestanti in risposta alle proteste in Nicaragua del 2018 anti-Ortega. La violenta repressione durante le proteste del 2018 e la conseguente diminuzione delle libertà civili hanno portato a massicce ondate migratorie verso la Costa Rica, con oltre 30 000 nicaraguensi che hanno presentato domanda di asilo in quel Paese vicino.

#### Quinto mandato

##### Elezioni presidenziali del 2021
La repressione contro i suoi avversari politici si è intensificata nel 2021, quando il suo governo ha incarcerato la maggior parte dei potenziali candidati presidenziali che avrebbe dovuto affrontare nelle elezioni generali nicaraguensi del 2021, tra cui Cristiana Chamorro Barrios, figlia dell'ex presidente Violeta Chamorro de Barrios. Ortega ha anche perseguito molti altri suoi oppositori, tra cui gli ex alleati Dora Maria Téllez e Hugo Torres Jiménez, l'ultimo dei quali ha guidato un attacco al Palazzo Nazionale nel 1978, costringendo l'allora dittatore Anastasio Somoza Debayle a liberare un certo numero di prigionieri politici, tra cui lo stesso Ortega. Molti dei prigionieri non sono stati ascoltati e non è loro consentito l'accesso né ai familiari né ai consulenti legali. Nell'agosto 2021, Ortega ha perseguito un certo numero di organizzazioni non governative (ONG), privandole dello status giuridico e costringendole a cessare le operazioni. Molti critici del governo Ortega, tra cui leader dell'opposizione, giornalisti e membri della società civile, sono fuggiti dal Paese a metà del 2021.
L'8 novembre 2021 è stato rieletto per la quarta volta consecutiva presidente del Nicaragua con il 75% (seguito dai liberali costituzionalisti nostalgici di Somoza e Alemán con il 14% e 10 deputati).

##### Politica interna
Durante la prima metà 2022 si sono registrati molti atti repressivi e arresti di esponenti della Chiesa cattolica del Nicaragua, tra cui il Vescovo Rolando José Álvarez, prelevato di notte dalla Polizia nazionale del Nicaragua e fotografato in ginocchio con le mani alzate; la vicenda ha suscitato molte voci di protesta e di preoccupazione tra cui quella del Segretario generale delle Nazioni Unite António Guterres il quale è stato definito dalla portavoce Farhan Haq: molto preoccupato per la grave ostruzione dello spazio democratico e civico in Nicaragua e per le recenti azioni contro le organizzazioni della società civile, comprese quelle della Chiesa cattolica. Il 21 agosto 2022 Papa Francesco ha pubblicamente preso posizione contro la situazione auspicando che tramite il dialogo si possa giungere in Nicaragua a una convivenza "pacifica e rispettosa". Il Governo di Ortega accusa la Chiesa cattolica di complicità in azioni tese ad organizzare un colpo di Stato nei suoi confronti.
Il governo di Ortega è anche responsabile della chiusura e proibizione di circa 4.000 organizzazioni non governative, università e organi di stampa, della confisca delle proprietà di queste organizzazioni, e dell'incarcerazione ed espulsione di centinaia di rappresentanti dell'opposizione.

### Controversie
Secondo l'amministrazione Reagan, nel 1984 Daniel Ortega diede rifugio per diversi mesi al boss della droga colombiano Pablo Escobar, il quale si trovava in fuga dal suo Paese dopo che aveva ordinato l'uccisione del ministro della Giustizia Rodrigo Lara Bonilla. Allo stesso tempo, Escobar ricevette l'approvazione di Ortega per far partire aerei carichi di cocaina dal Nicaragua con destinazione gli Stati Uniti d'America e, in cambio, Ortega e la giunta sandinista avrebbero ricevuto ingenti pagamenti dal narcotrafficante. La DEA riuscì a ottenere dal pilota, trafficante di stupefacenti e informatore Barry Seal (in seguito assassinato) alcune fotografie che ritraevano Escobar e funzionari del ministero dell'Interno nicaraguense mentre caricavano cocaina su un aereo all'aeroporto di Managua, a dimostrazione dello stretto legame tra regime sandinista e narcos colombiani.
Nel 1998 è stato accusato di stupro da Zoilamérica Narváez, figlia della moglie, che ha dichiarato di essere stata sistematicamente abusata sin dal 1979 quando aveva 9 anni. Daniel Ortega ha negato le accuse. Il procedimento penale non ha avuto luogo in quanto Daniel Ortega ha beneficiato dell'immunità parlamentare.

## Opere
- D. Ortega Saavedra, Combatiendo por la Paz, Siglo XXI Editores, Buenos Ayres 1989
- D. Ortega Saavedra, T. Borge, Nicaragua: The Sandinista People's Revolution by Daniel Ortega, Pathfinder Press, New York 1985